# 窄叶锥
窄叶锥（学名：Castanopsis choboensis）为壳斗科锥属下的一个种。

## 扩展阅读
- 維基物種上的相關：窄叶锥